# Gliese 829
Gliese 829 är en dubbelstjärna belägen i den mellersta delen av stjärnbilden Pegasus. Den har en kombinerad skenbar magnitud av ca 10,35 och kräver en kraftig handkikare eller ett mindre teleskop för att kunna observeras. Baserat på parallax enligt Gaia Data Release 3 på ca 147,5 mas, beräknas den befinna sig på ett avstånd på ca 22,11 ljusår (6,78 parsek) från solen. Den rör sig närmare solen med en heliocentrisk radialhastighet på ca –25 km/s. Stjärnan kommer om ca 91 000 år ha nått sin närmaste position till solen med ett perihelium av 17,65 ljusår (41 parsek).

## Egenskaper
Primärstjärnan Gliese 829 A är en röd dvärgstjärna i huvudserien av spektralklass M3.0 Ve med en effektiv temperatur av ca 3 400 K. Stjärnan är ett dubbelsidig spektroskopisk dubbelstjärna av två röda dvärgar med en omloppsperiod av 53,22 dygn och en excentricitet av 0,374 . Stjärnorna har en stor egenrörelse på 1,08 bågsekunder per år vid en positionsvinkel på +69,58°.